# 繋留ヘリコプター (日本)
繋留ヘリコプター（けいりゅうヘリコプター）は、日本の萱場製作所が計画したヘリコプター。

## 概要
萱場の山口一太郎技師は、陸軍技術本部の戸田技師のアドバイスを受けつつ、1942年（昭和17年）頃より砲兵観測や阻塞といった従来の繋留気球の用途を代替する繋留ヘリコプターの研究に着手していた。1942年夏あるいは1943年（昭和18年）には、横浜工業専門学校の廣津萬里教授の協力を受け、地上の実験装置による基礎的な性能実験が行われた。
実験の対象となったのは二重反転式ローターで、上下のローターそれぞれに出力7.5 hpの電気動力計を取り付け回転させた。ローターの直径は6 m。実験装置は屋外に置かれており、計測が地面に影響されないように、ローターの取付角を15度の下反角として上向きに後流を送る形を取っていた。この装置によって、ローターが2翅および4翅の場合の揚力、後流の速度分布、トルク係数などが計測されたが、結果は芳しいものではなかった。
性能実験に続く次段階として、実験装置のローターを転用して軽飛行機用の30 hpエンジンを搭載した小型実機を試作し、エンジン故障時にオートローテーションに移行するための自動的翼翅取付角低下装置の試験を行う予定だったが、萱場社内の責任者が更迭されたことを受け、部品製作の段階で計画は中止された。その後、廣津教授は繋留ヘリコプターからの流れで新たに特殊蝶番試作レ号の開発に着手している。